# Lampides tertius
Lampides tertius är en fjärilsart som beskrevs av Rothschild 1915. Lampides tertius ingår i släktet Lampides och familjen juvelvingar. Inga underarter finns listade i Catalogue of Life.